# Theoa tricaudata
Theoa tricaudata là một loài nhện trong họ Linyphiidae.
Loài này thuộc chi Theoa. Theoa tricaudata được George Hazelwood Locket miêu tả năm 1982.